# 40 Eskadra Zwalczania Okrętów Podwodnych i Ratownictwa

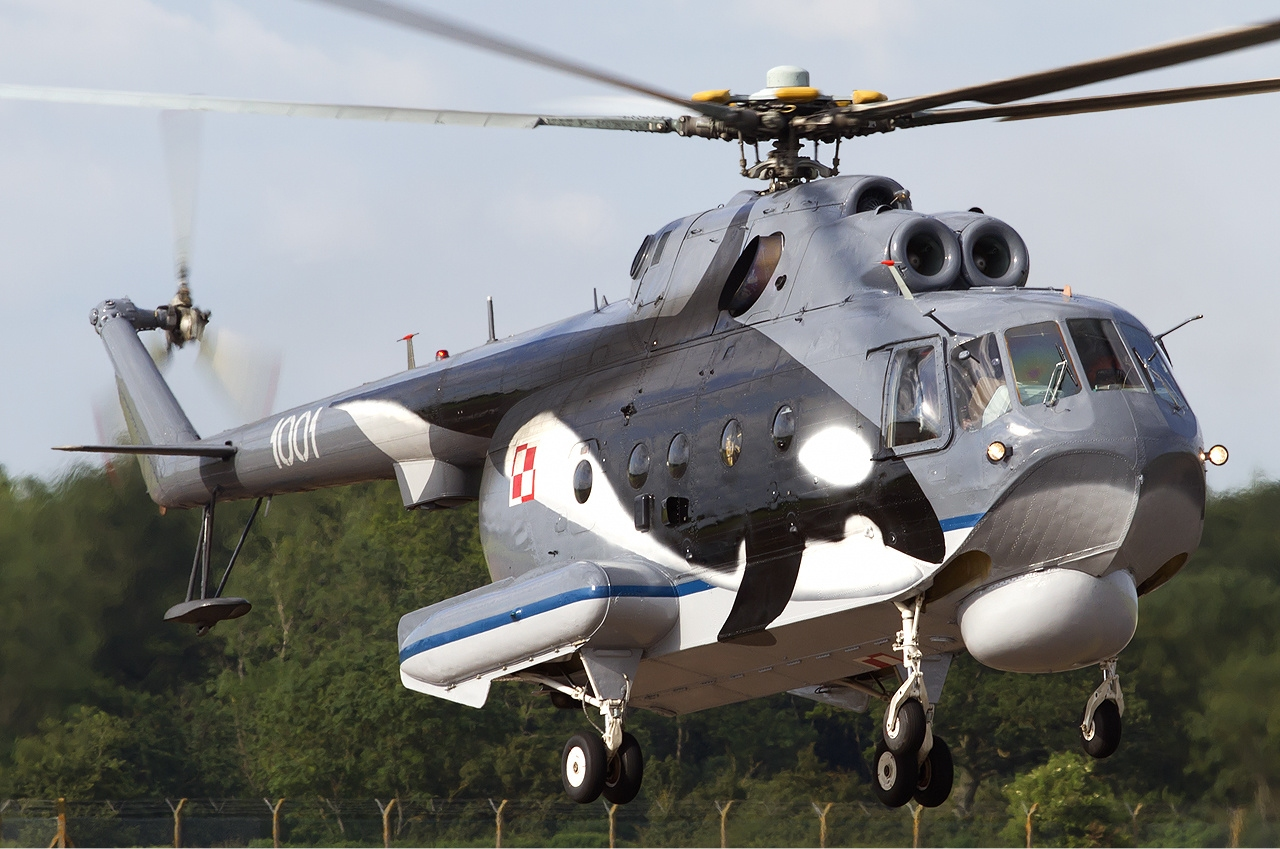
Mi-14

40 Eskadra Zwalczania Okrętów Podwodnych i Ratownictwa (40 ezopir) – pododdział lotniczy Marynarki Wojennej.

## Formowanie i zmiany organizacyjne
W grudniu 1962 roku, na bazie 7 Pułku Lotnictwa Specjalnego w Darłowie, sformowano 40 Eskadrę Zwalczania Okrętów Podwodnych i Ratownictwa. 
W 1994 roku 40 Eskadra Zwalczania Okrętów Podwodnych i Ratownictwa przemianowana została na 2 Dywizjon Lotniczy Marynarki Wojennej.

## Dowódcy eskadry
Wykaz dowódców eskadry podano za: Józef Zieliński [red.]: Polskie lotnictwo wojskowe 1945-2010. s. 191.
- kmdr pil. Roman Morawiec (1991 - 1994)
- kmdr por. pil. Wiesław Kusalewicz - 1994